# Navalho
Navalho is een plaats (freguesia) in de Portugese gemeente Mirandela en telt 130 inwoners (2001).